# Electrostrymon mathewi
Electrostrymon mathewi is een vlinder uit de familie van de Lycaenidae. De wetenschappelijke naam van de soort werd als Thecla mathewi in 1874 gepubliceerd door William Chapman Hewitson.

## Synoniemen
- Thecla sesara Godman & Salvin, 1887
- Rubroserrata gloriosa Johnson & Kroenlein, 1993